# Mohammad Paziraei
Mohammad Paziraei   (Azerbaidjan Oriental, 4 d'agost de 1929 - Teheran, març 2002) fou un lluitador iranià, especialista en lluita grecoromana, que va competir durant la dècada de 1960.
El 1960 va prendre part en els Jocs Olímpics d'Estiu de Roma, on guanyà la medalla de bronze en la prova del pes mosca del programa de lluita grecoromana.